# Nikolaus Hieronymus Gundling
Pour les articles homonymes, voir Gundling.
Nikolaus Hieronymus Gundlingius, né le 25 février 1671 à Kirchensittenbach et mort le 9 décembre 1729 à Magdebourg, est un philosophe et jurisconsulte allemand. Il fut un professeur célèbre en son temps et se distingua dans presque toutes les branches de la littérature. 

## Biographie
Son père, Wolfgang Gundling, ministre de l'église de Kirchensittenbach, appelé ensuite aux mêmes fonctions à Nuremberg, était lui-même profondément instruit et versé en particulier dans l'étude de l'histoire ; il voulut être le premier instituteur de son fils ; mais le jeune Gundling eut le malheur de le perdre dès 1689. Son frère est Jacob Paul von Gundling et son grand-père est Johannes Vogel. Après avoir étudié à l'Aegidianum de Nuremberg, son tuteur l'envoie, en 1689, étudier la théologie et la philosophie à l'université d'Altdorf près de Nuremberg, où il suit les cours du théologien Johann Fabricius, qui assume un rôle paternel pour Gundling. En plus de Fabricius, Magnus Daniel Omeis, qui lui a enseigné un excellent latin et lui a enseigné la poésie et la rhétorique, a une grande influence sur lui. Il a également réveillé son enthousiasme pour la satire, à laquelle il a été enclin toute sa vie. Il étudie ensuite dans le universités de Iéna, de Leipzig. Au terme de sa carrière scolastique, étant de retour dans sa patrie, il défendit le livre de son père de Gangrensi concilio. Il réunit plusieurs jeunes gens dont il se chargea de perfectionner l'instruction ; et ayant eu occasion de les conduire à Halle, il y fit connaissance avec le célèbre Christian Thomasius, disciple lui-même de Pufendorf : Thomasius se l'attacha en particulier, l'engagea dans l'étude de la jurisprudence, et exerça une grande influence sur la direction de ses travaux. 
Ayant, en deux années, terminé l'étude de cette science sous un maître aussi habile, et s'annonçant déjà comme digne de lui succéder, Gundling ouvrit des cours où il enseigna lui-même la philosophie, l'histoire, la jurisprudence et l'éloquence, et s'y fit tellement remarquer par une grande étendue de connaissances et l'éclat du talent, que, sur la demande de Danckelmann, le roi de Prusse, en 1705, l'appela à occuper une chaire extraordinaire de philosophie à Halle : il y succéda bientôt après à Christophe Cellarius dans la chaire de poésie et d'éloquence, à laquelle il réunit l'enseignement du droit de la nature et des gens. Doué d'une mémoire heureuse, enrichie par d'immenses lectures, d'un esprit vif et hardi, d'une éloquence animée par une diction piquante, il attirait à lui un grand nombre d'auditeurs, les intéressait vivement et leur inspirait une sorte d'enthousiasme. Mais, dédaignant l'autorité de ses prédécesseurs, se frayant des routes nouvelles, il ne laissait pas aux autres l'indépendance qu'il affectait lui-même ; il ne souffrait pas la contradiction : impérieux, mordant, caustique, il employait sans ménagement l'arme de la satire contre ses antagonistes. On lui reprocha d'avoir trop souvent dépassé la mesure et manqué aux convenances ; et le gouvernement prussien lui-même crut, une fois, devoir lui en faire un sujet de réprimande, parce qu'il avait répliqué avec une amertume et presque une violence sans bornes à l'auteur de la brochure intitulée Salebrœ in via adveritatem, etc., qui a été un moment attribuée, mal à propos, à Heumann. Gundling mourut d'une hydropisie, le 3 décembre 1729.

## Philosophie
Il était membre du synode de Magdebourg et conseiller privé du roi. Quoique sa carrière eût été tout ensemble et si rapide et si remplie, il laissa un nombre considérable d'écrits importants, et des matériaux pour d'autres ouvrages qu'il avait préparés. L'étude du droit public avait alors pris en Allemagne un essor remarquable, surtout depuis que le grand Leibniz et son école avaient dirigé sur cette science les méditations des penseurs. Gundling l'a considérée sous un point de vue qui lui est propre ; il l'a fondée sur la Coercition, la distinguant par la de la morale proprement dite ; cette coercition dérive de l'autorité de la loi ; la loi proprement dite est seulement la règle dont la violation est frappée par une peine extérieure actuelle ou future ; le droit n'est que la liberté autorisée par la loi, et que chacun peut revendiquer, si d'autres veulent y mettre obstacle. L'auteur établit avec Hobbes le droit naturel sur le principe de la nécessité de conserver la paix extérieure dans le sein de la société ; conservation qui, suivant l'un et l'autre, ne peut résulter que des contrats et de la puissance publique ; mais il diffère de Hobbes en ce que celui-ci ne déduit l'obligation de maintenir la paix que de l'utilité individuelle, tandis que l'auteur admet une obligation propre et antérieure au contrat comme indépendante de l'utilité. Il donne d'ailleurs à l'application de ses principes une extension absolue ; il attribue, dans l'état de nature, au droit de défense, les conséquences les plus illimitées, rejetant les distinctions et les nuances admises par les autres jurisconsultes, et allant jusqu'à autoriser le fils, dans un cas donné, à enlever la vie à son père ; il met peu de différence entre la propriété d'un autre homme et sa vie (Proportionem inter rem et vitam alterius, nonnisi homines scrupulosissimï et simul ignarissimi urgent}. D'un autre côté, quand il traite des droits des princes, ses maximes ont la même rigueur, ses conséquences ne sont pas moins illimitées ; il justifie l'esclavage civil comme le despotisme politique ; l'un et l'autre, suivant sa doctrine, peuvent être fondés en droit, non pas seulement par le consentement des individus ou de la nation asservie, mais par la seule contrainte, l'odieux attaché à la tyrannie est une considération étrangère à la règle du droit. Il place l'origine de la propriété, non pas seulement dans le simple fait de l'occupation, mais dans son intention seule, de quelque manière qu'elle soit exprimée, et cherche ainsi à confirmer les prétentions des Espagnols sur la propriété des territoires qu'ils avaient découverts dans le nouveau monde. Ces paradoxes et quelques autres ont provoqué de justes censures ; mais la méthode de Sévère, introduite par Gundling dans l'étude de la science, lui a été plus utile que sa doctrine, quoique celle-ci, par la hardiesse même de ses propositions, ait donné lieu à une étude plus approfondie des problèmes. Le perfectionnement de la méthode paraît avoir été le principal objet de ses efforts. Comme philosophe, il ne s'est pas montré moins libre, quoiqu'il ait été moins téméraire et moins profond sans doute., Un tel esprit ne pouvait embrasser que l'éclectisme, et il fut un des premiers qui le professèrent en Allemagne ; mais il emprunta aux divers philosophes qui l'avaient précédé, ou qui ouvraient alors de nouvelles routes, plutôt qu'il ne tira de son propre fonds. Nous avons déjà indiqué quelques-uns des emprunts qu'il fit à Hobbes ; il adopta les maximes de Locke, en faisant dériver toutes les connaissances de l'expérience, et de l'expérience non générale, mais particulière, et n'admit ainsi que des connaissances sensibles ; il rejeta tout élément inné dans les idées comme dans leur principe, les définitions, à ses yeux, peuvent tenir lieu quelquefois des principes : il se rapproche de l'école cartésienne en définissant le vrai tout ce qui est d'accord, avec nos sens, nos idées et les définitions ; il subordonne à cette maxime le principe de la contradiction. À ces éléments divers, il associe un grand nombre des idées de Leibniz, et principalement celles qui appartiennent à la théologie naturelle. Du reste, après avoir suivi Locke, et l'avoir, selon notre opinion, dépassé en inclinant à l'empirisme, il n'accorde qu'une valeur subjective aux principes de la connaissance, et refuse à la raison le droit de pénétrer dans la réalité du monde externe et de la région intellectuelle. 
On remarque que, contemporain de Wolff, et même son collègue à l'université, traitant des matières qui lui étaient communes avec ce professeur, il n'eut jamais rien de commun avec lui dans ses maximes, ou ses expressions ; mais la rivalité même, dans un semblable caractère, suffit peut- être pour expliquer cette circonstance. La philosophie morale de Gundling était essentiellement fondée sur la théologie naturelle ; et l'idée du devoir naissait, suivant lui, de la volonté divine, comme l'idée de l'obligation civile de l'autorité de la loi. Gundling, au reste, est moins aujourd'hui à considérer, ou comme ayant laissé un dépôt de vérités à consulter, ou comme un modèle à suivre, que comme l'un des moteurs, qui ont exercé une grande influence sur l'esprit et la direction des études dans son siècle et dans sa patrie ; il contribua à donner un grand mouvement aux idées ; il en étendit la sphère ; il fit naître des comparaisons et des recherches ; il avança surtout l'art des méthodes, et sembla quelquefois tendre plutôt à tracer la voie de la vérité qu'à saisir la vérité même. Du reste, il a rendu à la philosophie des services précieux, et dont le fruit ne sera jamais perdu, par ses dissertations savantes sur cette portion de l'histoire de l'esprit humain. Son élégant Traité sur l'histoire de la philosophie morale, quoique non exempt d'erreurs et d'imperfections, peut être recommandé à l'étude. On sera surpris d'y trouver, toutefois, une sorte d'acharnement à découvrir des athées parmi les anciens philosophes, et qui le croirait? jusque dans Platon lui-même : Platon trouva dans Zimmermann défenseur zélé et savant, sans doute, mais dont il ne devait guère avoir besoin.

## Historien
Des nombreux fragments de Gundling sur l'histoire, nous nous bornerons à rappeler celui dans lequel il combattit l'opinion de Leibniz sur l'origine des Francs. 

## Publications

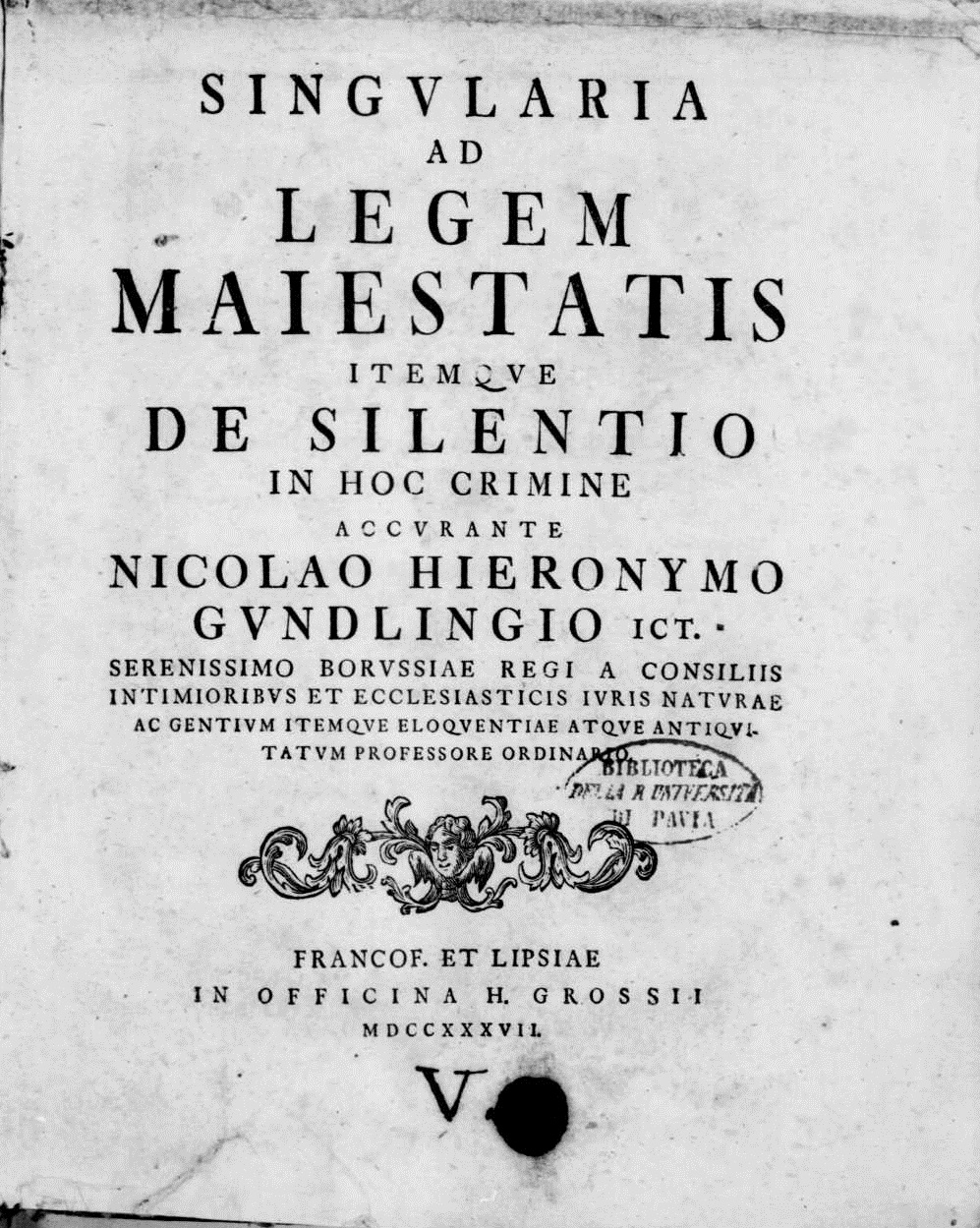
Singularia ad legem maiestatis itemque de silentio in hoc crimine, 1737

On peut voir dans Jean-Pierre Niceron (t. 21) la liste de trente-sept ouvrages de Gundling.
Les trois principaux portent un titre analogue : 
1. Via ad veritatem, et speciatim qnidem ad logicam. Halle, 1715, in-8° ;
2. Via ad ventaient moralem, ibid., 1715 ;
3. Via ad veritatem juris naturœ. Il en avait préparé un quatrième, relatif à la politique, mais qui n'a pu être terminé et voir le jour. Ces trois écrits ont eu plusieurs éditions.

A Halle ont été également imprimés : 
1. son Historia philosophiez moralis, 1706 ;
2. ses Loisirs, Otia, en 5 volumes, en 1706 et 1707 ;
3. Jus naturae et gentium, etc., in-8°, en 1714. Le recueil intitulé Gundlingiana, composé de soixante-cinq fragments, l'a été à Magdebourg, 1715, 9 vol. in-12. 
  - (la) Ius naturae ac gentium, Gênes, sumptibus Antonii Philibert, 1751 (lire en ligne)

Après sa mort, ses leçons, recueillies par ses disciples, et sous une forme trop négligée et trop imparfaite pour qu'elle pût être avouée de lui, ont été rassemblées et publiées à Halle, à Francfort et à Leipzig en 1734, 1739 et 1740, Son premier ouvrage est un recueil périodique, en allemand, sous le titre de Nouveaux entretiens, in-8°. Il en paraissait un numéro par mois mais il fut arrêté dès le troisième cahier, à cause des personnalités que s'y permettait le satirique rédacteur. Le recueil de ses consultations sur plus de quatre cent cinquante questions de droit a été publié par Hommel (de), Halle, 1772-1773, 2 vol, in_4°. Un autre, ouvrage posthume, non moins important, de Gundling est son Histoire de la littérature, publiée aussi en allemand par C.-F. Hempel (de), Francfort, 1754-1742, 6 vol. in-4°. L'éditeur y ajouta, au tome 4, une notice très circonstanciée sur la vie de Gundîing, ses études, ses écrits et ses disputes littéraires. Le catalogue de sa bibliothèque, par Chr. Ben. Michaeli, Halle, 1731, in-8°, est recherché des bibliographes (voir: Aventinus et H. A. Groschuf).
- (la) Singularia ad legem maiestatis itemque de silentio in hoc crimine, Francfort-sur-le-Main, Johann Heinrich Gross, 1737 (lire en ligne)

## Source
« Nikolaus Hieronymus Gundling », dans Louis-Gabriel Michaud, Biographie universelle ancienne et moderne : histoire par ordre alphabétique de la vie publique et privée de tous les hommes avec la collaboration de plus de 300 savants et littérateurs français ou étrangers, 2e édition, 1843-1865 [détail de l’édition]